# Lúcio Vieira Lima
Lúcio Quadros Vieira Lima (Salvador, 19 de novembro de 1962),  ou simplesmente Lúcio Vieira Lima, é um pecuarista, engenheiro agrônomo, cacauicultor e político brasileiro, filiado ao Movimento Democrático Brasileiro (MDB).

## Vida pessoal
É irmão do ex-Ministro Chefe da Secretaria de Governo do Brasil, Geddel Vieira Lima, e do Diretor da Câmara dos Deputados, Afrisio Vieira Lima Filho. É filho do ex-deputado Afrísio Vieira Lima e de Marluce Quadros Vieira Lima. É casado com Patrícia Vieira Lima; pai de Afrisio Vieira Lima Neto e Gabriella Vieira Lima.
| Marluce Quadros   | Marluce Quadros   | Marluce Quadros   | Marluce Quadros   | Marluce Quadros   | Marluce Quadros   |                           |                           | Afrisio Vieira Lima       | Afrisio Vieira Lima       | Afrisio Vieira Lima       | Afrisio Vieira Lima       | Afrisio Vieira Lima | Afrisio Vieira Lima |                    |                    |                    |                    |
| Marluce Quadros   | Marluce Quadros   | Marluce Quadros   | Marluce Quadros   | Marluce Quadros   | Marluce Quadros   |                           |                           | Afrisio Vieira Lima       | Afrisio Vieira Lima       | Afrisio Vieira Lima       | Afrisio Vieira Lima       | Afrisio Vieira Lima | Afrisio Vieira Lima |                    |                    |                    |                    |
|                   |                   |                   |                   |                   |                   |                           |                           |                           |                           |                           |                           |                     |                     |                    |                    |                    |                    |
|                   |                   |                   |                   |                   |                   |                           |                           |                           |                           |                           |                           |                     |                     |                    |                    |                    |                    |
| Lúcio Vieira Lima | Lúcio Vieira Lima | Lúcio Vieira Lima | Lúcio Vieira Lima | Lúcio Vieira Lima | Lúcio Vieira Lima | Afrisio Vieira Lima Filho | Afrisio Vieira Lima Filho | Afrisio Vieira Lima Filho | Afrisio Vieira Lima Filho | Afrisio Vieira Lima Filho | Afrisio Vieira Lima Filho | Geddel Vieira Lima  | Geddel Vieira Lima  | Geddel Vieira Lima | Geddel Vieira Lima | Geddel Vieira Lima | Geddel Vieira Lima |

## Carreira
Lúcio Vieira Lima graduou-se em Agronomia pela Universidade de Brasília, em 1983. Entre 1981 e 1987, foi Auxiliar de Gabinete na Câmara dos Deputados, em Brasília. De 1989 a 1990 retornou à Câmara, desta vez como Assistente de Gabinete. Neste mesmo período, foi Assessor Especial da Secretaria de Cultura da Bahia. Em 1994, atuou como Superintendente Regional da Companhia Nacional de Abastecimento (CONAB). Em 20 de Março de 2007 assumiu como presidente do diretório estadual do PMDB na Bahia. Nas eleições de 2010 conseguiu pela primeira vez uma vaga para o cargo de Deputado Federal, sendo reeleito em 2014 como o mais votado do Estado. É sócio de um posto de combustíveis em Salvador, juntamente com os irmãos e a mãe. Em 2015 foi candidato à líder da bancada peemedebista na Câmara, mas acabou derrotado pelo deputado fluminense Leonardo Picciani.
Em agosto de 2017 votou contra o processo em que se pedia abertura de investigação do então Presidente Michel Temer, ajudando a arquivar a denúncia do Ministério Público Federal.

### Condenação
Em 22 de outubro de 2019, a Segunda Turma do Supremo Tribunal Federal (STF) condenou Lúcio Vieira Lima, a dez anos e seis meses em regime fechado. Seu irmão Geddel Vieira Lima foi condeando na mesma ação a 14 anos e dez meses de prisão em regime fechado.

## Cargos

### Atividades parlamentares na legislatura 2015-2019
Obs: Estão listadas apenas as atividades onde o parlamentar foi titular (atualizado em 05/07/16):
- Comissão de Finanças e Tributação: 3/3/2015 até 2/2/2016; 3/5/2016 - Atualmente;
- Comissão Especial: CHAPA 2 - Denúncia Contra a Presidente da República;
- CESP - Denúncia por Crime de Responsabilidade: 17/3/2016 até 11/4/2016.